# John Wodehouse, I conte di Kimberley
John Wodehouse, I conte di Kimberley (Wymondham, 7 gennaio 1826 – Londra, 8 aprile 1902) è stato un nobile e politico inglese.

## Biografia
Kimberley era il figlio maggiore di Henry Wodehouse e nipote di John Wodehouse, II barone Wodehouse. Sua madre era Anne Gurdon, figlia di Theophilus Thornhagh Gurdon. Nel 1846 succedette a suo nonno come barone Wodehouse. È stato educato all'Eton e al Christ Church, Oxford.

## Carriera

### 1852-1874
Fu per eredità un liberale in politica, e fu Segretario di Stato per gli affari esteri nei ministeri di Lord Aberdeen e Lord Palmerston (1852-1856 e 1859-1861). Nell'intervallo tra i due mandati (1856-1858) era stato inviato in Russia; e nel 1863 fu inviato in missione speciale a Copenaghen nella speranza di trovare una soluzione alla questione dello Schleswig-Holstein. Tuttavia, la missione è stata un fallimento.
Nel 1864 Kimberley divenne Sottosegretario di Stato per l'India, ma verso la fine dell'anno fu nominato Lord luogotenente d'Irlanda. In tale veste, dovette cimentarsi con le prime manifestazioni del fenianismo e, in riconoscimento dei suoi servigi, fu creato conte di Kimberley nel 1866. Nel luglio 1866 lasciò il suo incarico con la caduta del ministero di Lord Russell, ma nel 1868 egli divenne Lord del sigillo privato nel gabinetto di Gladstone, e nel luglio 1870 fu trasferito da quel posto per essere Segretario di Stato per le Colonie. Fu il momento delle grandi scoperte di diamanti nell'Africa meridionale e la città di Kimberley prese il suo nome. A Lord Kimberley è stato attribuito il cambio della politica britannica nei confronti degli stati malesi indipendenti che hanno portato alla firma del trattato di Pangkor del 1874, dopo di che agenti politici britannici noti come residenti furono collocati negli stati malesi come consiglieri dei governanti.

### 1875-1902
Dopo un intervallo nell'opposizione (1874-1880), Lord Kimberley tornò a ricoprire la carica di Segretario di Stato per le Colonie nel gabinetto di Gladstone. Alla fine del 1882 scambiò questo incarico prima con quello di Cancelliere del Ducato di Lancaster e poi con quello di segretario di stato per l'India(1882-1885, 1886, 1892-1894), anche se scambiò con quella di Lord presidente del Consiglio (1892-1894).
Nel gabinetto di Lord Rosebery (1894-1895) era ministro degli Esteri. Durante questo periodo ha firmato il famoso trattato di commercio e navigazione anglo-giapponese. Secondo l'Encyclopædia Britannica Eleventh Edition "come leader del partito liberale nella Camera dei Lord ha agito con dignità immotivata, e in opposizione, è stato un cortese antagonista e un critico di peso ed esperienza".
Il 5 aprile 1850, si unì al Canterbury Association, costituita per fondare una colonia (nella successiva regione di Canterbury) in Nuova Zelanda.
Lord Kimberley si interessò all'educazione e, dopo essere stato per molti anni membro del senato dell'Università di Londra, ne divenne cancelliere nel 1899.

## Matrimonio
Sposò, il 16 agosto 1847, Lady Florence Fitz Gibbon (1825-4 maggio 1895), figlia di Richard Gibbon, III conte di Clare. Ebbero tre figli:
- John Wodehouse, II conte di Kimberley (10 dicembre 1848-7 gennaio 1932);
- Lady Alice Wodehouse (17 dicembre 1850-8 gennaio 1937), sposò Hussey Packe, ebbero due figli;
- Armine Wodehouse (24 settembre 1860-1 maggio 1901), sposò Eleanor Arnold, ebbero un figlio.

## Eredità
I seguenti luoghi hanno preso il nome dal conte di Kimberley:
- la regione di Kimberley nell'Australia occidentale;
- la città di Kimberley, a Cape Colony;
- Kimberley, Nuova Zelanda, una frazione del distretto di Selwyn;
- Kimberley Road a Hong Kong[3];
- Kimberley Street, Penang, Malaysia;
- Kimberley Park, Falmouth, Cornovaglia;
- Contea di Kimberley, nell'Australia meridionale[4].